# Hartwig Altenmüller
Hartwig Altenmüller (* 23. September 1938 in Saulgau) ist ein deutscher Ägyptologe. Er war von 1971 bis 2003 Professor an der Universität Hamburg. Von 1969 bis 1982 arbeitete er als Archäologe in Sakkara und von 1984 bis 1998 im Tal der Könige.

## Leben
Altenmüller entstammt der Familie eines oberschwäbischen Gymnasiallehrers, dessen zweites von acht Kindern er war. In den 1950er Jahren zog die Familie nach Rottweil, wo Altenmüller das altsprachliche Albertus-Magnus-Gymnasium besuchte. 1953 trat er in das Evangelische Seminar Maulbronn ein und wechselte 1955 an das Evangelische Seminar Blaubeuren, wo er von Hellmut Brunner und dessen Frau Emma Brunner-Traut unterrichtet wurde. 1957 verließ er die Klosterschule mit dem Maturum (Abitur), um in Tübingen und München das Studium der Klassischen Philologie zu absolvieren. Ab 1960 fügte er das Studium der Ägyptologie und Altertumswissenschaften in Tübingen, München und Paris an. 
1964 wurde er in München mit dem Thema Die Apotropaia und die Götter Mittelägyptens. Eine typologische und religionsgeschichtliche Untersuchung der sog. „Zaubermesser“ des Mittleren Reiches promoviert. Anschließend ging er an die Universität Hamburg, wo er bis 1969 als wissenschaftlicher Assistent am Hamburger Seminar für Geschichte und Kultur des Vorderen Orients tätig war. 1969/70 war er für das Deutsche Archäologische Institut in Kairo mit archäologischen Untersuchungen in der Nekropole von Sakkara beschäftigt und habilitierte sich 1970 in Hamburg im Fach Ägyptologie mit einer Arbeit über „Die Texte zum Begräbnisritual in den Pyramiden des Alten Reiches“. 
1971 wurde er auf den Lehrstuhl für Ägyptologie berufen und 1979 in der Nachfolge Wolfgang Helcks zum Leiter der Abteilung Ägyptologie des Archäologischen Instituts der Universität Hamburg ernannt, eine Position, die er bis zu seiner Emeritierung 2003 innehatte.
1988 wurde er zu einer Gastprofessur an die Universität Sohag (Ägypten) eingeladen.

## Publikationen (Auswahl)
Altenmüller leistete seit den 1970er Jahren die meisten Beiträge zum „Lexikon der Ägyptologie“. Weiterhin betreute er ab 1974 als Herausgeber die Zeitschrift Studien zur Altägyptischen Kultur.
- Jenseitsvorstellungen in Ägypten. in: Michaela Bauks, Klaus Koenen (Hrsg.): Das wissenschaftliche Bibellexikon im Internet (WiBiLex). 2006.
- Einführung in die Hieroglyphenschrift. Buske, Hamburg 2005, ISBN 3-87548-373-1.
- Die Mumienhülle des Chonsu-maacheru. / Lederbänder und Lederanhänger von der Mumie des Chonsu-maacheru. / Die Mumienbinden des Chonsu-maacheru. In: Wulf Köpke, Bernd Schmelz (Hrsg.): Alt-Ägypten (= Mitteilungen aus dem Museum für Völkerkunde Hamburg. Neue Folge Band 30). Holos, Bonn 2001, ISBN 3-86097-540-4, S. 21–126.
- Die Wanddarstellungen im Grab des Mehu in Saqqara (= Archäologische Veröffentlichungen. Band 42). von Zabern, Mainz 1998, ISBN 3-8053-0504-4.
- Dritter Vorbericht uber die Arbeiten des Archäologischen Instituts der Universität Hamburg am Grab des Bay (KV13) im Tal der Könige von Theben. In: Studien zur altägyptischen Kultur. Jahrgang 21, 1994, ISSN 0340-2215, S. 1–18.
- Das Grab der Königin Tausret (KV14). Bericht über eine archäologische Unternehmung. In: Göttinger Miszellen. Heft 84, 1985, ISSN 0344-385X, S. 7–17.
- mit Ahmed Mahmoud Moussa: Das Grab des Nianchchnum und Chnumhotep (= Deutsches Archäologisches Institut, Abteilung Kairo. Archäologische Veröffentlichungen. Band 21). von Zabern, Mainz 1977, ISBN 3-8053-0050-6.
- mit Ahmed M. Moussa: The tomb of Nefer and Ka-Hay (= Old kingdom tombs at the causeway of King Unas at Saqqara = Deutsches Archäologisches Institut, Abteilung Kairo. Archäologische Veröffentlichungen. Band 5, ISSN 2190-5843). von Zabern, Mainz 1971.